# Pedro del Rosario
Pedro Moisés del Rosario Ramírez (*Jesús María, Lima, Perú, 30 de julio de 1972) es empresario y fue alcalde del distrito de los Olivos para el periodo 2015-2018.

## Reseña biográfica
Nació el 30 de julio de 1972 en el distrito de Jesús María, Lima Perú. Es el segundo de 4 hermanos, hijo de Moisés Eduardo del Rosario de la Cruz, contador de profesión y empresario, y Silvia Ramírez Torres del Rosario, Enfermera de profesión. Pedro del Rosario formó una familia desde el año 2007 con Claudia Ramírez y tienen 4 hijos con quienes viven en Los Olivos.
Al terminar sus estudios profesionales en el Instituto San Ignacio de Loyola (ISIL), funda su primera empresa JPC, empresa dedicada al Branding e Imagen Corporativa. Más adelante estudia Administración y Marketing en la Universidad Peruana de Ciencias Aplicadas (UPC) en Monterrico; luego de postular y quedar en segundo lugar en las elecciones municipales de su distrito Los Olivos en el año 2010, decide especializarse más y estudia la Maestría en Gestión Municipal y desarrollo local en la Escuela de Posgrado de la Universidad Nacional Federico Villarreal. Luego de esta ya en gestión decide estudiar la Maestría de Gerencia Pública en la Universidad Continental.

### Gestión 2015-2018
Implementación equipos de filmación de alta resolución en el distrito es un trabajo en conjunto entre la Policía Nacional, el Ministerio del Interior y los vecinos, que se unieron para poner alto a la delincuencia en el distrito.
El programa Negocio Seguro permitió a los comercios de Los Olivos ser monitoreados y asistidos por el personal de las comisarías del sector y el Serenazgo de Los Olivos al ser interconectados con la red de cámaras de video vigilancia, alarmas y pulsadores de la ciudad.

## Juicio y Sentencias
En 2021, Pedro del Rosario fue sentenciado a 7 años de prisión efectiva por el presunto delito de enriquecimiento ilícito, basado en una acusación de un desbalance de más de un millón de soles en su patrimonio, relacionado con un supuesto delito contra la administración pública. Durante este proceso, diversos medios de comunicación especularon erróneamente sobre su situación, llegando a afirmar que estaba preso o incluso fugado, lo cual nunca fue cierto. Pedro del Rosario enfrentó cada etapa del proceso judicial de manera presencial, confiando en que la verdad y la justicia prevalecerían.
La sentencia inicial fue anulada en agosto de 2022 por la Sala Penal de Apelaciones, al determinarse que no se habían considerado de manera adecuada las pruebas presentadas por la defensa. En un nuevo juicio llevado a cabo en 2023, la Sala Penal Transitoria de la Corte Superior de Justicia de Lima Norte absolvió a Pedro del Rosario de todos los cargos, al no encontrarse evidencia suficiente para sostener las acusaciones en su contra.

Meses después, en última instancia, la Segunda Sala de Apelaciones Permanente de Lima Norte ratificó esta absolución al declarar infundada la apelación presentada por la Procuraduría Pública de Lima Norte, dejando consentida la sentencia absolutoria. Este resultado no solo devolvió el honor y la dignidad de Pedro del Rosario, sino que también puso fin a casi 8 años de un arduo proceso judicial que tuvo un impacto significativo en su vida personal y profesional.
- Pedro del Rosario y la comunidad

Pedro del Rosario expresó su agradecimiento a quienes confiaron en su inocencia y reafirmó su compromiso de continuar trabajando con integridad y servicio a la comunidad, fortaleciendo los valores de justicia y transparencia.